# Centrosauriner
Centrosaurinerna karakteriserades av deras prominenta näshorn, två horn på ögonbrynen, små håligheter i en kort krage, ett högt, djupt ansikte liknande det hos ceratopinerna, samt en utskjutning in i bakre delen av nos-fenestrae. De var som framgångsrikast under Judithianskedet under yngre krita för att sedan minska i antal under Edmontonian innan de slutligen försvann helt och hållet under Lancian. De hade också mer prominenta ornamentationer i kraniet, till exempel en stor variation av taggar och små knölar på kragen. Det har föreslagits att de brottades med hjälp av sitt noshorn genom att knuffa emot en motståndares horn.

## Fylogeni
```
Ceratopsidae

|--
Ceratopsinae

`--Centrosaurinae
   |--
Albertaceratops
  
   `--+--
Centrosaurini

      |  |--
Centrosaurus

      |  `--
Styracosaurus

      `--
Pachyrhinosaurini

         |--
Einiosaurus

         `--+--
Achelosaurus

            `--
Pachyrhinosaurus
```